# Wire Train
Wire Train fue una banda de rock alternativo de San Francisco, EEUU, que lanzó seis álbumes en las décadas de 1980 y 1990. El grupo contó en su formación inicial con el baterista argentino Federico Gil Solá, reconocido músico exmiembro del trío Divididos entre 1990 y 1994.

## Historia
La banda se formó en 1982 con el nombre de Renegades por Kevin Hunter y Kurt Herr, dos estudiantes de la Universidad Estatal de San Francisco. El grupo se completó con sus compañeros de estudios, el baterista Federico Gil Solá (argentino) y el bajista Anders Rundblad (sueco). Cambiaron su nombre a Wire Train en 1983.
En junio de ese año firmaron contato con el sello local "415 Records", que también albergaba a artistas como Translator, Red Rockers y Romeo Void, Obtuvieron distribución nacional en EEUU cuando su sello firmó un acuerdo con Columbia Records.
El debut de Wire Train, In a Chamber, producido por David Kahne en San Francisco, se publicó a finales de 1983, con Hunter (voz, guitarra), Herr (voz, guitarra), Gil Solá (batería) y Rundblad (bajo, voz). Logró éxito en las listas universitarias de Estados Unidos durante 1984 y la banda realizó una gira teloneando a Big Country .
Para su segundo álbum, Between Two Words, Brian MacLeod reemplazó a Gil Solá, y Herr se fue durante la grabación, reemplazado por Jeff Trott (ex The Lifers). El álbum fue grabado en Viena y lanzado en 1985. 
El tercer álbum de la banda, Ten Women, fue grabado en Londres y lanzado en 1987.
Después de una gira europea en 1987, la banda hizo una pausa de dos años, finalizando su contrato con Columbia.
Wire Train (1990) y No Soul No Strain (1992) fueron publicados por MCA Records. Este fue su cuarto álbum en las listas, alcanzando el puesto 43 en el Billboard 200.
En 1993, MCA rechazó su siguiente disco, Snug, por considerarlo "demasiado raro". Fue lanzado digitalmente en abril de 2009 en forma independiente.
En 1996, Columbia lanzó un CD recopilatorio, Last Perfect Thing... A Retrospective
En 2009, Hunter, MacLeod, Trott y Rundblad se reunieron nuevamente para una gira de tres conciertos en California, en parte, para conmemorar el lanzamiento digital de Snug. Según Hunter, se grabó otra colección de canciones al mismo tiempo que Snug, bajo el título provisional de Electric. No se ha lanzado ningún álbum hasta el momento.

## Miembros
Miembros más recientes
- Kevin Hunter - voz, guitarra
- Anders Rundblad - bajo, voz
- Jeff Trott - guitarra, coros
- Brian MacLeod - batería

Miembros anteriores
- Kurt Herr - voz, guitarra (1983-1985)
- Federico Gil Solá - batería (1983-1985)

## En la cultura popular
"I Will Not Fall" apareció en la banda sonora de la película Point Break (1991), "I'll Do You" apareció en el juego "Scarface: The World Is Yours" (2006) y "Chamber of Hellos" apareció en el episodio " Limbo" (2015) de Halt and Catch Fire .

## Discografía

### Álbumes de estudio
| Año  | Título             | Sello          |
| ---- | ------------------ | -------------- |
| 1984 | In a Chamber       | 415 / Colombia |
| 1985 | Between Two Words  | 415 / Colombia |
| 1987 | Ten Women          | 415 / Colombia |
| 1990 | Wire Train         | MCA            |
| 1992 | No Soul, No Strain | MCA            |
| 2009 | Snug               | Wire Train     |

### Álbumes recopilatorios
- In a Chamber / Between Two Words (1995, Oglio Records)
- Last Perfect Thing... A Retrospective (1996, 415 /Columbia/Legado)
- In a Chamber / Between Two Words / Ten Women (2020, BGO Records)